# Émile Magniez (homme politique, 1799-1865)
Pour les articles homonymes, voir Émile Magniez.
Ne doit pas être confondu avec Émile Magniez (homme politique, 1876-1919).
Émile Magniez, né le 9 juin 1799 à Vélu (Pas-de-Calais) et mort le 6 octobre 1865 à Ytres (Somme), est un homme politique français.
Petit-fils d'Antoine Magniez, conventionnel, il est propriétaire exploitant à Ytres. Il est élu représentant de la Somme en 1848 et siège à droite. Il est n'est pas réélu en 1849 et quitte la vie politique. Il est le père de Victor Magniez et le grand-père d’Émile Magniez.

## Source
- « Émile Magniez (homme politique, 1799-1865) », dans Adolphe Robert et Gaston Cougny, Dictionnaire des parlementaires français, Edgar Bourloton, 1889-1891 [détail de l’édition]